# Величко Василь Львович
Васи́ль Льво́вич Вели́чко (*2 (14) липня 1860 — †31 грудня 1903 (13 січня 1904)) — російський поет, а також публіцист і громадський діяч вкрай націоналістичного спрямування, один із ранніх представників чорносотенства.

## Біографія
Народився в м. Прилуки Полтавської губернії в дворянській сім’ї. Велички вели свій родовід від Якова Степановича Величка, І-го полкового осавула Прилуцького полку Війська Запорозького (1742–1764), потім підкоморія Прилуцького повіту. Батько, Лев Миколайович Величко (1827–1902), відставний штабс-ротмістр, учасник оборони Севастополя (1854–1855) на той період служив у Прилуках повітовим справником. Мати, Анастасія Василівна (1838–1870), походила з старовинного козацько-старшинського роду Тарновських. Дитячі роки пройшли на хуторі Вернигорівщина біля села Хаєнки Прилуцького повіту  в маєтку, придбаному прадідом, Іваном Яковичем Величком, на початку 19-го століття у поміщиків Горленків.
Освіту здобув у київському пансіонаті Даніеля і в Училищі правознавства у Санкт-Петербурзі (1883). Служив у Міністерстві юстиції та у Міністерстві державного майна, отримав чин статського радника, за заслуги був нагороджений орденом Святої Анни ІІІ ступеня.

### Літературна творчість
Василь Величко почав публікуватися ще в студентські роки, з 1880 р. друкував свої вірші в періодичних та газетних виданнях під псевдонімами В. Воронецький і В. Львов. Після виходу у відставку поет остаточно віддався літературі. У 1890 р. вийшов перший збірник його найкращих творів під назвою «Східні мотиви», до якого увійшли переклади віршів грузинських, тюркських і перських поетів. Друга частина збірника під назвою «З кавказьких наспівів» вийшла в 1895 р. Василь Величко був першим, хто переклав віршами Омара Хаяма.
Літературні критики відзначали «безсумнівне і велике поетичне обдарування автора». Поет увійшов до антології П. П. Перцова «Молода поезія», виданої в 1895 р.
Також був популярним автором текстів, покладених на музику в період «Срібного століття російського романсу». Всього відомо дванадцять романсів на вірші зі збірки «Східні мотиви». Романс «Прилив», музику до якого написали С. М. Ляпунов і Е. Я. Длусський, інколи виконується і понині.
В. Величко пробував свої сили і в прозі, він писав повісті й оповідання («Нежданчик», «Записки Духа», «Порядні люди»), і драматичні твори («Душогубка», «Дві милостині», «Перша муха», «Нафтовий фонтан», «Потомок Дон-Жуана», «Меншиков»). П'єси «Перша муха» і «Нафтовий фонтан» ставилися в театрах Санкт-Петербурга і Москви, за п'єсу «Перша муха» поет отримав Грибоєдовську премію.
Співавтором деяких літературних творів була Марія Георгіївна Муретова (1863–1912) (псевдонім Марія Маро), вдова надвірного радника,  дочка французького графа Георга Ла Барта. Вона доводилася поетові двоюрідною сестрою по матері ; близький друг Василя Величка письменник Микола Лєсков у своїх записках, які не публікувалися за життя, називає М. Г. Муретову його дружиною.
В. Величко видав також «Збірку поезій для дітей» (1894), а остання збірка його віршів «Арабески» вийшла 1903 р.

### Громадська та політична діяльність
У 1890-х роках цілком успішний поет і драматург був близьким до ліберальних літературно-художніх кіл, але потім його погляди різко змінилися. Як відзначав П. П. Перцов, «...з космополіта школи Стасюлевича він став ...націоналістом школи Каткова».
1897 р. В. Л. Величко був затверджений на п'ять років редактором офіціозної газети «Кавказ», яка видавалася в Тифлісі. Там він став публікувати гострі  публіцистичні та політичні статті і памфлети, в яких виступав із непримиренних вірменофобських позицій, чим нажив багато ворогів. Діяльність Величка настільки збурила громадськість Тифліса, що головнокомандувач цивільної частини на Кавказі князь Г. С. Голіцин запропонував йому покинути місто в 24 години; вночі 31 грудня 1900 р. В. Величко назавжди виїхав з Кавказу.
Повернувшись у Санкт-Петербург, він у 1900–1901 рр. став головним ініціатором і одним з організаторів першої у Російській імперії монархічної православно-консервативної суспільно-політичної організації, названої «Російські збори».
Ставши у 1902 р. другим редактором «Російського вісника», почав поміщати в ньому гострі публіцистичні статті на національні теми під загальним заголовком «Російські промови», в частині яких, як зараз пишуть, сформулював чорносотенну концепцію вирішення єврейського питання. А вершиною творчості публіциста Величка стала книга «Кавказ», видана вже після його смерті.

### На Прилуччині
У свій маєток на хуторі Вернигорівщина В. Величко приїздив переважно влітку, коли в державних установах Санкт-Петербурга починалися літні вакації. Велички були основними землевласниками в селі Хаєнки, в 1890 р. за ними значилося 843 десятини орних земель.  В селі нічого не чули про «чорносотенця» Величка, для місцевих жителів він був дбайливим поміщиком і меценатом, який всіляко допомагав землякам.
В. Величко збудував у селі жіночу церковнопарафіяльну школу, яка відкрилася в жовтні 1897 р. Школа носила ім'я А. В. Величко в пам'ять покійної матері. В. Величко став опікуном школи, взявши на себе всі проблеми, пов'язані з фінансуванням і матеріальним забезпеченням. Будівля церковнопарафіяльної школи збереглася, зараз там знаходиться фельдшерський пункт.
В. Величко був парафіянином місцевої церкви Іоанна Богослова, куди вносив пожертви, також подарував церкві Ікону Пресвятої Богородиці «Достойно єсть», написану ченцями Афонського монастиря у 19-му столітті. Зараз ікона зберігається в церкві Святої Покрови сусіднього села Заудайка.
В серпні 1903 р. В. Величко організував паломництво дітей до Чернігова, взявши на себе всі витрати. В Чернігів з ним поїхали 62 учні церковнопарафіяльних шкіл Хаєнок і Воронівки. На згадку про екскурсію Василь Величко подарував усім дітям ікону Св. Феодосія Чернігівського. В тому ж місяці в Хаєнках при жіночій школі на кошти Василя Величка відкрилася безкоштовна народна бібліотека Товариства ревнителів Російського Історичного Просвітництва.
Після смерті батька Василь Величко став одноосібним власником земель в Хаєнках та родового маєтку і планував переселитися сюди на постійне проживання. Зимою 1902–1903 рр., облаштовуючи справи спадщини, відвідав Прилуки, де був обраний почесним мировим суддею Прилуцького повіту. 
Напередодні нового 1904 р. за старим стилем Величко раптово помер у Санкт-Петербурзі від запалення легень. Перебуваючи на смертному ложі, розпорядився виділити з своїх капіталів 8 тисяч рублів з тим, щоб відсотки від цієї суми йшли на поточні потреби жіночої школи в Хаєнках, а також пожертвував 3000 рублів сільській церкві. Решту капіталів він заповів дітям, а маєтності в Прилуцькому повіті успадкувала Марія Муретова.
Влітку 1904 р. труну з прахом Василя Величка привезли із Санкт-Петербурга, і 24 липня він був похований на хуторі Вернигорівщина в родовій усипальні. Усипальню знищили в радянський період, садиба також була зруйнована і до 1926 р. повністю розібрана на будматеріали.. В 2013 р. на місці усипальні встановлено пам’ятний знак.

## Сім’я
В. Л. Величко був одружений з баронесою Марією Олександрівною фон Дольст (1858–1924), діти: дочка Анастасія (1884–?); син Андрій (1886–1922). Шлюб виявився невдалим, подружжя розійшлося близько 1886 р. Марія Олександрівна померла в еміграції (м. Нові Сад, Сербія). Андрій Величко був вбитий у Китаї, куди втік, рятуючись від терору більшовиків.